# All Kinds of Everything
«All Kinds of Everything» (en español: "Todo tipo de cosas") es una canción interpretada por la cantante Dana que ganó el Festival de la Canción de Eurovisión 1970 representando a la República de Irlanda. 
En el festival celebrado en Ámsterdam, la canción se interpretó en duodécimo y último lugar. Al finalizar las votaciones, la canción había recibido 32 puntos, logrando la primera victoria para Irlanda.
La canción es una balada en la que Dana canta en primera persona sobre las cosas que le recuerdan a su amado, admitiendo al final de cada verso que "todo tipo de cosas me recuerdan a ti" ("all kinds of everything remind me of you"). 
La cantante Cristina grabó una versión en español titulada "Todas las cosas".